# أندريس فلوريس
أندريس فلوريس (بالإسبانية: Andrés Flores) (31 أغسطس 1990 بسان سلفادور في السلفادور - ) هو لاعب كرة قدم سلفادوري في مركز الهجوم. شارك مع منتخب السلفادور تحت 17 سنة لكرة القدم ومنتخب السلفادور تحت 20 سنة لكرة القدم ومنتخب السلفادور تحت 21 سنة لكرة القدم ‏ ومنتخب السلفادور تحت 23 سنة لكرة القدم ومنتخب السلفادور لكرة القدم. أما مع النوادي، فقد لعب مع ريفر بليت وبورتلاند تمبرز وNew York Cosmos (2010) ‏ وإيسيدرو ميتابان ‏ ونادي فيبورج.
وقّع فلوريس، الملقب بروسو، مع فريق ريفر بليت الأرجنتيني ولعب لفريق الرديف في ريفر بليت في عام 2006-2008. حيث تألق في الأرجنتين، لكنه لم يتمكن من البقاء بسبب تقدمه في السن.

## وصلات خارجية
- أندريس فلوريس على موقع الاتحاد الدولي (مؤرشف)  (الإنجليزية)
- أندريس فلوريس على موقع الدوري الأمريكي (الإنجليزية)
- أندريس فلوريس على موقع قاعدة بيانات كرة القدم.إي يو (الإنجليزية)
- أندريس فلوريس على موقع ناشيونال فوتبول تيمز (الإنجليزية)
- أندريس فلوريس على موقع Soccerbase.com (لاعب) (الإنجليزية)
- أندريس فلوريس على موقع Soccerway.com (الإنجليزية)
- أندريس فلوريس على موقع عالم كرة القدم.نت (الإنجليزية)
- أندريس فلوريس على موقع AS.com (الإسبانية)